# Эйхельман, Оттон Оттонович
Оттон Оттонович Эйхельман (нем. Otto Eichelmann; 1854, Санкт-Петербургская губерния — 1943, Прага) — российский и украинский общественный и политический деятель, правовед, специалист в области государственного и международного права, истории права. Педагог, доктор права (1880), профессор (1882), действительный член Научного общества имени Т. Шевченко (1924).

## Биография
Родился 15 (27) апреля 1854 года в имении Георгиевское под Санкт-Петербургом. Евангелическо-лютеранского исповедания.
Окончил Ревельскую губернскую гимназию (1872) и юридический факультет Дерптского университета (1875). В сентябре 1876 года в Дерптском университете защитил магистерскую диссертацию по теме «Über die Kriegsgefangenschaft» (О плене) и в марте того же года назначен доцентом Демидовского юридического лицея по кафедре государственного и административного права.
В апреле 1880 года в киевском университете Св. Владимира защитил докторскую диссертацию по специальности международное право на тему «Военное занятие неприятельской стороны» и в июле был утверждён экстраординарным профессором в Демидовском лицее.
С сентября 1882 года Эйхельман начал преподавать в Киевском университете в должности экстраординарного профессора по кафедре истории важнейших иностранных законодательств древних и новых, с апреля 1883 года — ординарный профессор по той же кафедре, а с января 1884 года — по кафедре международного права. С 1888 года ординарный профессор по этой же кафедре.
С 1905 года — декан юридического факультета. Одновременно преподавал на Высших женских курсах и в Киевском коммерческом институте. В 1908—1913 — исполнял обязанности директора коммерческого института в Киеве и ректора Киевского университета. Принимал активное участие в киевском городском самоуправлении, в 1902 был избран киевским городским головой. В 1918 работал в министерствах торговли и промышленности, затем министерстве иностранных дел Украинской Народной Республики. Участвовал в разработке экономического соглашения с Германией и Австро-Венгрией. Входил в состав делегации на переговорах с РСФСР. Во времена Директории УНР — товарищ (заместитель) министра, и. о. министра иностранных дел УНР (1922). Автор проекта Устава МИД и проекта Конституции УНР. 
С 1922 — профессор, в 1923—1924 гг. — декан юридического факультета Украинского свободного университета в Праге, Украинской хозяйственной академии в Подебрадах (Чехословакия).
Умер 21 ноября 1943 года в Праге.

## Научная деятельность
О. О. Эйхельман — исследователь проблем правовой науки в области международного права. Крупнейший юрист-международник дореволюционной России, чьи труды обогатили российскую дореволюционную науку международного права. Основные исследования посвящены военным конфликтам, правовому режиму военнопленных и оккупационному праву.
Сферу научных интересов О. О. Эйхельмана составляли проблемы международного, государственного и полицейского права.
В совокупности многоплановых работ О. О. Эйхельмана особый интерес представляют его выводы и положения по такой малоисследованной проблеме международного права, как права и обязанности государства на оккупированной им территории. Как полагал автор, война представляет собой спор между равноправными государствами. Равноправность даёт каждому воюющему государству право употреблять против своего противника такие насильственные меры, которые он считает наиболее подходящими для победы над своим противником и которые он признаёт за военную необходимость. В случае победы государство удовлетворяет свои претензии на ту или иную часть спорной территории, выступая в роли оккупанта.
Эйхельман подчёркивал, что фактические права оккупанта возникают у государства после действительного занятия его войсками неприятельской территории. Однако население имеет законное право на борьбу с оккупантом, если эта борьба ведётся с соблюдением правил честной военной борьбы. В период оккупации государство на занятой им территории обладает правом государственной власти и принимает меры к её реальному осуществлению. Одновременно оно обязано уважать прежний порядок и стремиться по возможности восстановить его. Оккупант вправе назначать контрибуции и проводить реквизицию имущества, а также претендовать на ту долю доходов, которую население платило своему государству в виде налогов и сборов. Однако государство-оккупант не вправе требовать от населения действий, связанных с участием в военных мероприятиях против войск их отечественного государства. Несправедливыми являются и попытки государства-оккупанта принуждать население к выполнению работ в порядке компенсации за ущерб, причинённый этому государству в ходе военных действий. Государство-оккупант не может покушаться и на собственность частных лиц, для него эти права подлежат неукоснительному соблюдению и охране от посягательств со стороны других, в том числе и частных лиц.

## Основные труды
Автор фундаментальных научных работ в разных областях государственного и международного права: «Проект конституции основных государственных законов УНР» (1921), «Промышленное право» (1926), «История государственной конституции» (1928) и др.
- Государственное и административное право. Лекции. Ярославль 1879
- Лекции по государственному праву. Ярославль 1880
- Военное занятие неприятельской страны: Рассуждение по международному праву — М.: Тип. Т. Рис, 1880. — 226 с.
- К вопросу об истории международного права и истории его литературы. — Киев, 1885
- Консульское право. Житомир 1886
- Хрестоматия русского международного права. — Ч.1, 1887; Ч.2, 1889.
- Заметки из лекций по международному праву. — Киев 1889
- Введение в систему международного права. Киев 1889
- Обзор центральных и местных учреждений управления в России и устава о службе по определению правительства. — Киев: тип. Имп. Ун-та св. Владимира, Киев. отд-ние т-ва печ. дела и торг. И. Н. Кушнерев и К° в Москве, 1890. — 83 с.
- Записка о реформе местных налогов в Пруссии 1893, 1894
- Исторический очерк учений о праве и государстве. Киев 1893
- Очерки из лекций по международному праву. Киев 1900
- Русское полицейское право. Конспект лекций. Киев 1898